# 33 Полихимнија
33 Полихимнија (лат. 33 Polyhymnia) је астероид главног астероидног појаса чија средња удаљеност од Сунца износи 2,865 астрономских јединица (АЈ).
Апсолутна магнитуда астероида је 8,55 а геометријски албедо 0,256.